# Хајмсхајм
Хајмсхајм (њем. Heimsheim) град је у њемачкој савезној држави Баден-Виртемберг. Једно је од 28 општинских средишта округа Енцкрајс. Према процјени из 2010. у граду је живјело 5.229 становника. Посједује регионалну шифру (AGS) 8236025.

## Географски и демографски подаци
Хајмсхајм се налази у савезној држави Баден-Виртемберг у округу Енцкрајс. Град се налази на надморској висини од 413 метара. Површина општине износи 14,3 km². У самом граду је, према процјени из 2010. године, живјело 5.229 становника. Просјечна густина становништва износи 366 становника/km².